# Amrish Puri
Amrish Puri (अमरीश पुरी) (Nawanshahr, 22 juni 1932 – Mumbai, 12 januari 2005) was een Indiase filmacteur.
Hij werd internationaal bekend door de film Gandhi uit 1982 en de film Indiana Jones and the Temple of Doom uit 1984 waarin hij de schurk Mola Ram speelde.

## Filmografie
- Reshma aur Shera (1971)
- Gandhi (1982)
- Indiana Jones and the Temple of Doom (1984)
- Mr.India (1987)
- Damini (1993)
- Dilwale Dulhania Le Jayenge (1995)
- Kalapani (1996)
- Pardes (1997)
- Chachi 420 (1998)
- Gadar: Ek Prem Katha (2001)
- Hulchul (2004)